# Pseudomantis albofimbriata
Pseudomantis albofimbriata är en bönsyrseart som beskrevs av Carl Stål 1860. Pseudomantis albofimbriata ingår i släktet Pseudomantis och familjen Mantidae. Inga underarter finns listade i Catalogue of Life.

## Bildgalleri

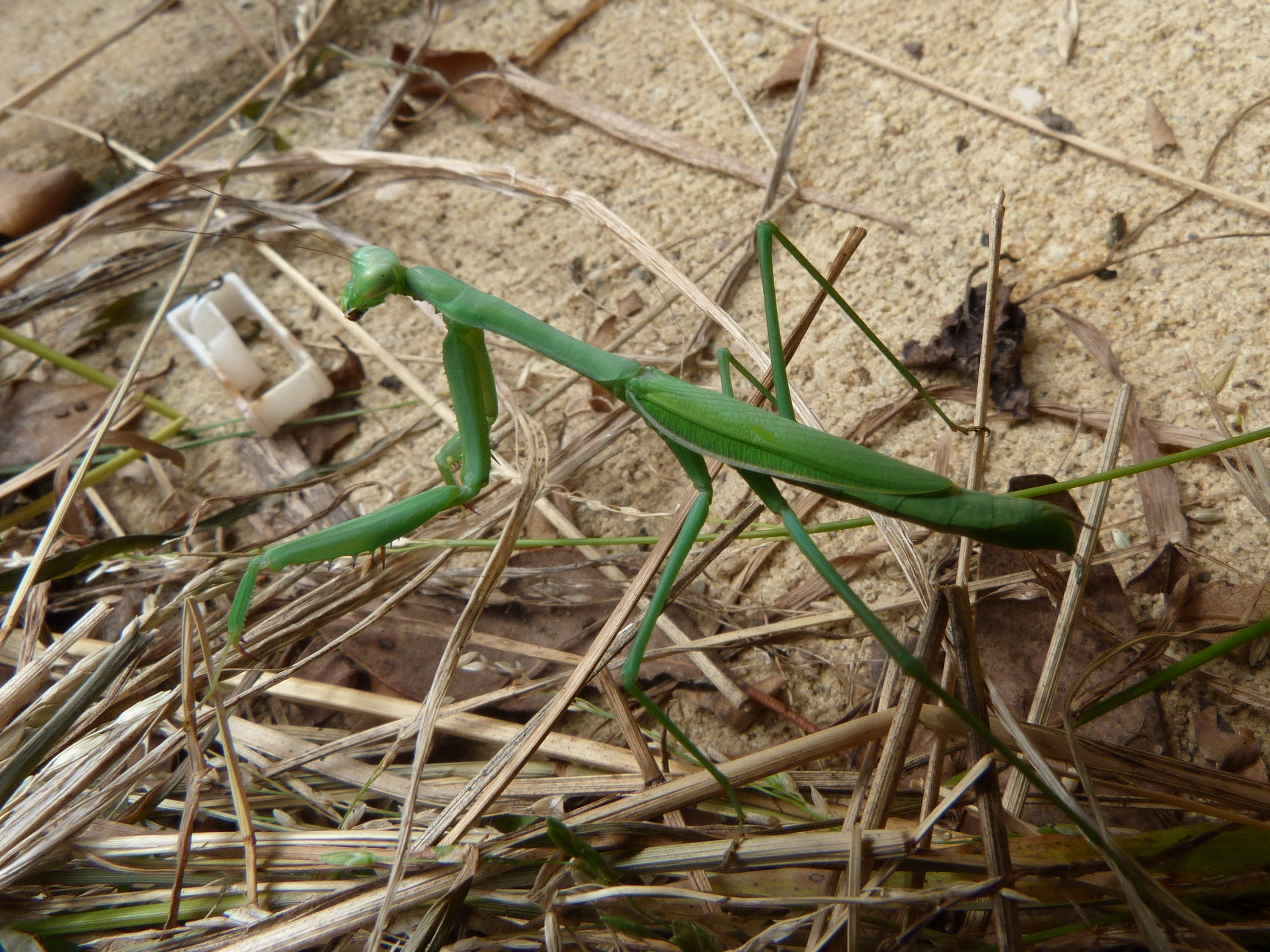